# Saint Louis Suns United FC
El Saint Louis Suns United Football Club és un club de futbol de la ciutat de Victòria, Seychelles.
El club va néixer l'any 2007 com a resultat de la fusió del Saint-Louis FC (fundat el 1978) i el Sunshine SC (1993).

## Palmarès
- Lliga seychellesa de futbol:[5]

1979, 1980, 1981, 1983, 1985, 1986, 1987, 1988, 1989, 1990, 1991, 1992, 1994 (com a Saint Louis)
1995 (com a Sunshine SC)
2017 (com a Saint Louis Suns United)
- Copa seychellesa de futbol:[6]

1988, 2003 (com a Saint-Louis FC)
2000 (com a Sunshine SC)
2010, 2017 (com a Saint Louis Suns United)
- Copa President seychellesa de futbol:[6]

2003 (com a Saint-Louis FC)
2008 (com a Saint Louis Suns United)